# Camponotus figaro
Camponotus figaro är en myrart som beskrevs av Cedric A. Collingwood och Henry Crecy Yarrow 1969. Camponotus figaro ingår i släktet hästmyror, och familjen myror. Inga underarter finns listade.